# Victoria Escrich Vidal
Victoria Escrich Vidal (Barcelona, 1952 -2015) fue una activista vecinal y antifascista española, que trabajó para el derribo de las torres de la antigua prisión de mujeres de la Trinitat Vella, donde había sido encarcelada.

## Trayectoria
En 1969, durante la dictadura franquista, con 17 años, Escrich fue detenida por "roja" y permaneció encarcelada en la cárcel de mujeres de la Trinitat Vella. En 2002, presentó la ponencia "Una experiencia inolvidable: El estado de excepción de 1969" en el congreso Los campos de concentración y el mundo penitenciario en España durante la Guerra civil y el franquismo. En su exposición, relató las vivencias de sus compañeras de prisión, mujeres que, al igual que ella, se opusieron a la dictadura franquista.
El edificio de la antigua prisión de mujeres de Trinitat Vella, inaugurado en 1963, funcionó inicialmente como prisión de mujeres. En 1983 se destinó a jóvenes y, en 1984, pasó a ser competencia de la Generalidad de Cataluña. Fue demolido en 2009, en un acto emotivo con la participación de vecinos y de Victoria Escrich, quien compartió su testimonio sobre su experiencia en la prisión. Parte de las instalaciones se conservó para alojar a jóvenes en régimen abierto.

## Reconocimientos
En marzo de 2023, Escrich fue una de las personalidades homenajeadas por el Ayuntamiento de Barcelona en la campaña Ciutat de Dones (Ciudad de Mujeres).